# Dormia-Körbchen

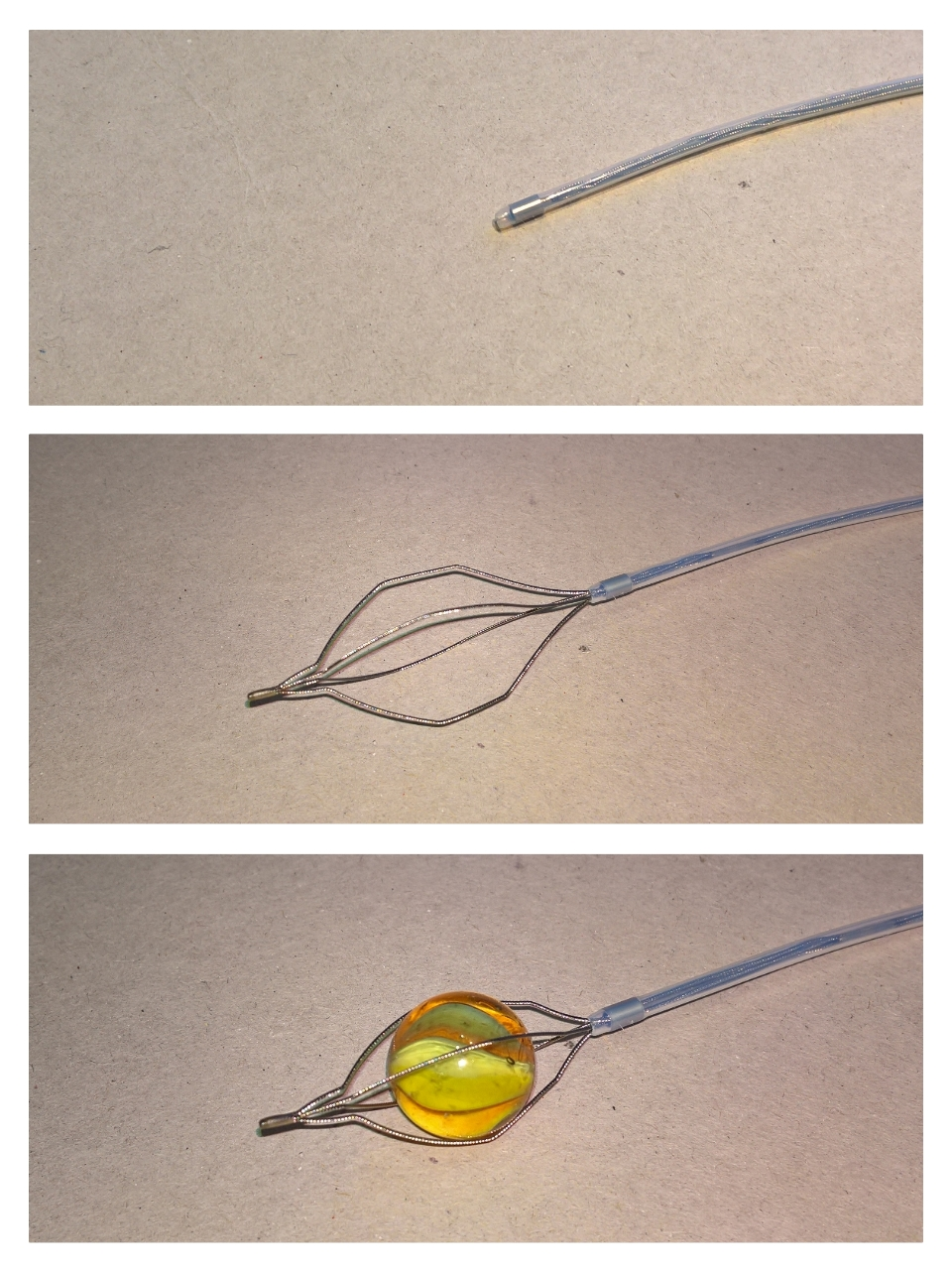
Die Bildfolge zeigt die Anwendung eines Dormia-Körbchens: Aus dem Katheter wird das Dormia-Körbchen ausgefahren und dadurch entfaltet. Ein in das Körbchen hineinmanövrierter Fremdkörper wird durch das teilweise Wieder-Einfahren des Körbchens fixiert und kann dann mit dem Körbchen entfernt werden.

Das Dormia-Körbchen ist ein in der Endoskopie verwendetes Instrument zur Entfernung von Gallensteinen oder Harnleitersteinen. Auch ein durch Aspiration in die Lunge verbrachter Fremdkörper kann damit gefasst und entfernt werden, ebenso Fremdkörper die in den Magen-Darm-Trakt geschluckt wurden.

## Aufbau
Das Dormia-Körbchen besteht aus einem Draht, an dessen Ende ein aus mehreren Einzeldrähten geformtes und auseinander- und zusammenfaltbares Körbchen sitzt. Über dem Draht mit dem Körbchen am Ende liegt in der Regel ein Plastik-Katheter als äußere Hülle. Durch Einziehen des Körbchens in den Katheter wird es zusammengefaltet. Durch Ausfahren aus dem Katheter wird das vorgeformte Körbchen aufgrund der Rückstellkräfte der Drahtkonstruktion auseinander gefaltet. Dormia-Körbchen sind in verschiedenen Formen und Größen erhältlich, sodass beim Einsatz die Körbchengröße an die Größe des zu bergenden Steines oder Fremdkörpers angepasst werden kann. Somit existiert eine Vielzahl von Varianten im Design des Drahtkorbs und des Entfaltungsmusters, je nach beabsichtigtem Einsatzgebiet.

## Geschichte
Ursprünglich wurde das Instrument vom italienischen Urologen Enrico Dormia (1928 – 2009) entwickelt, der das Körbchen aus den Saiten einer Gitarre und einem Blasenkatheter zusammenbaute, um unter radiologischer Durchleuchtungskontrolle Harnleitersteine zu extrahieren. Aufgrund der einfach zu erlernenden Methode und des geringen Platzbedarfs dieses Instrumentes etablierte sich das Dormia-Körbchen rasch auch in der Endoskopie.

## Anwendung
Das Platzieren des Dormia-Körbchens erfolgt beispielsweise in der Gastroenterologie durch den Arbeitskanal des Endoskops über einen Führungsdraht analog zur Seldinger-Technik, kann aber auch direkt ohne Führungsdraht geschehen. Der zu bergende Stein wird durch die weiten Drahtmaschen hindurch in das Lumen des Körbchens bewegt, das Körbchen dann langsam geschlossen. Dabei verkleinert es seinen Durchmesser und der Stein wird dadurch eingefangen und fixiert. Sollte der Stein aufgrund seiner Größe nicht zu extrahieren sein, kann mit einigen dafür tauglichen Körbchen auch eine mechanische Lithotripsie erfolgen. 

## Risiken beim Einsatz
Durch die relativ spitze Form des Dormia-Körbchens, vor allem im zusammengefalteten Zustand, ist eine Perforation von Hohlorganen möglich. Wenn der Stein einerseits für eine Lithotripsie zu hart ist, andererseits aber nicht mehr aus dem Körbchen herausgeschüttelt werden kann, ist als seltene Komplikation eine Einklemmung des Dormia-Körbchens im Hohlorgan, oder gar ein Abreißen des Korbs möglich. 